# دره زرشک
دره زرشک، روستایی از توابع بخش مرکزی شهرستان تفت در استان یزد ایران است.

## جمعیت
این روستا در دهستان دهشیر قرار دارد و براساس سرشماری مرکز آمار ایران در سال ۱۳۸۵، جمعیت آن ۷۱ نفر (۳۱خانوار) بوده‌است.